# Brenouille
Brenouille – miejscowość i gmina we Francji, w regionie Hauts-de-France, w departamencie Oise.
Według danych na rok 1990 gminę zamieszkiwały 1843 osoby, a gęstość zaludnienia wynosiła 428 osób/km² (wśród 2293 gmin Pikardii Brenouille plasuje się na 149. miejscu pod względem liczby ludności, natomiast pod względem powierzchni na miejscu 939.).